# Gösta Nystroem

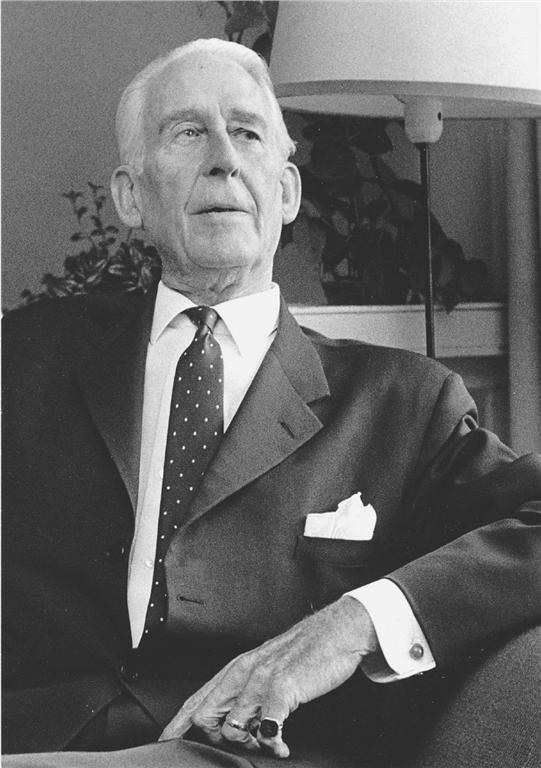
Gösta Nystroem omstreeks 1960

Gösta Nystroem (Silvberg, gemeente Säter, 13 oktober 1890 – Särö, 9 augustus 1966) was een Zweeds componist, muziekcriticus en kunstschilder.

## Levensloop
Nystroem groeide op in Österhaninge bij Stockholm en studeerde in 1913 en 1914 aan de Kungliga Musikhögskolan te Stockholm. Vervolgens studeerde hij privé compositie bij Andreas Hallén, met wie hij het niet zo goed kon vinden. Hij studeerde verder aan het Det Kongelige Danske Musikkonservatorium (DKDM) te Kopenhagen en volgde daar ook een opleiding tot kunstschilder. In Kopenhagen maakte hij kennis met Carl Nielsen. In deze periode werkte hij zowel als componist alsook als kunstschilder. Als schilder was hij beïnvloed door Georges Braque, Pablo Picasso en Giorgio de Chirico en hij ontwikkelde zich tot een van de eerste Zweedse vertegenwoordigers van het Kubisme.
Om zijn muziekstudies te voltooien vertrok hij 1919 naar Parijs, waar Vincent d'Indy, Leonid Sabanejev en Camille Chevillard zijn leraren waren. In Parijs nam hij ook het besluit, zich voortaan uitsluitend op de muziek te concentreren. In 1921 huwde hij met Gladys Heyman in Frankrijk; zij overleed in 1946.
In 1931 keerde hij terug naar Zweden en verbleef in Göteborg. Aldaar was hij werkzaam als freelancecomponist. Verder werkte hij als muziekcriticus bij het dagblad Göteborgs Handels- och Sjöfartstidning (1932-1947). Voor een bepaalde tijd was hij daar ook voorzitter van de kunstvereniging. Alhoewel hij in het loop der jaren 1950 naar Särö vertrok, een welgestelde woonwijk 20 km zuidelijk van Göteborg, bleef zijn binding met Göteborg bestaan.
In 1941 werd hij lid van de Koninklijke Academie voor muziek en in 1952 werd hij met de Koninklijke medaille Litteris et Artibus onderscheiden. In 1958 werd hij tot eredoctor benoemd van de Universiteit van Göteborg.
In 1950 huwde hij zijn tweede vrouw Helen Lyon, die net als zijn eerste echtgenote afkomstig was uit een welgestelde familie uit Göteborg.

## Composities

### Werken voor orkest

#### Symfonieën
- 1929-1931 Sinfonia breve
- 1935-1937 Sinfonia espressiva
- 1944 Sinfonia concertante, voor cello en orkest
- 1947-1948 Sinfonia del mare, voor sopraan en groot orkest
- 1952 Symfonie nr. 4 "Shakespeariana"
- 1963 Sinfonia seria
- 1965 Sinfonia tramontana – Symfonie nr. 6
  1. Lento – Allegro molto scherzando – Lento
  2. Lento – Allegro – Andante

#### Concerten voor instrumenten en orkest
- 1940-1941 Concert – "Hommage à la France", voor altviool en orkest
- 1954-1957 Concert, voor viool en orkest
- 1959 Concerto ricercante, voor piano, strijkorkest, slagwerk, harp en celesta

#### Andere werken voor orkest
- 1924-1925 Ishavet – La mer arctique, symfonisch gedicht
- 1930 Concert nr. 1, voor strijkorkest
- 1933 Teatersvit no 1 "Konungen", voor orkest
- 1934 Teatersvit no 2 "Stormen", suite voor vrouwenkoor en orkest
  1. Prélude
  2. Ferdinand och Miranda
  3. Caliban och sjömännen
  4. Skördedans
- 1936 Teatersvit nr 4 "Köpmannen i Venedig"
  1. Förspel
  2. Burlesk
  3. Nocturne
- 1937 Ett litet intermezzo, voor althobo en strijkorkest
- 1945 Ouverture symphonique
- 1950 Svit f liten ork : Palettskrap
- 1951 Suite nr. 1 uit het ballet "Ungersvennen och de sex prinsessorna"
- 1951 Suite nr. 2 uit het ballet "Ungersvennen och de sex prinsessorna"
- 1953 Partita, voor dwarsfluit, strijkorkest en harp
- 1955 Concert nr. 2, voor strijkorkest
- Valse solenelle
- Nocturne, voor zangstem en orkest – tekst: Anders Österling

### Muziektheater

#### Opera's
| Voltooid in | titel                | aktes | première                         | libretto                            |
| ----------- | -------------------- | ----- | -------------------------------- | ----------------------------------- |
| 1958        | Herr Arnes penningar |       | 26 november 1959, Zweedse omroep | Bertil Malmberg naar Selma Lagerlöf |

#### Balletten
| Voltooid in | titel                                | aktes | première                                   | libretto       | choreografie   |
| ----------- | ------------------------------------ | ----- | ------------------------------------------ | -------------- | -------------- |
| 1925        | Ishavet – La mer arctique            |       | 17 mei 1977, Stockholm, Koninklijk Theater | Gunilla Lervik | Gunilla Lervik |
| 1950        | Ungersvennen och de sex prinsessorna |       |                                            |                |                |

### Werken voor koren
- 1922 Prinsessan satt högt i sin jungfrubur, voor mannenkoor – tekst: Björnstjerne Björnson
- 1935 Herre, vem får bo i din hydda, voor gemengd koor
- 1953 Flickan stod vid brunnen, voor mannenkoor – tekst: Christian Günther
- 1956 Tre havsvisioner, voor gemengd koor
  1. Havets hand (tekst: Elmer Diktonius)
  2. Vid havet (tekst: Ebba Lindqvist)
  3. Havet (tekst: Vilhelm Ekelund)
- 1966 Golfiner, symfonische fantasie voor sopraan en gemengd koor – tekst: Claes E. Claeson
  1. Den skygges uthav
  2. Tropisk orkester
  3. Havsdagrar och molnflockar
- 1966 Huru skön och huru ljuv..., voor gemengd koor

### Vocale muziek
- 1923 Det satt en katt vid Kattegatt, voor zangstem en piano – tekst: Anna-Maria Roos
- 1923-1928 8 dikter ur Ångest – 8 poèmes tirés de Angoisse, voor zangstem en piano – tekst: Pär Lagerkvist
  1. Det finns ingenting i världen mer än du (1925)
  2. Ingenting är som du (1926)
  3. Min ångest är en risig skog (1926)
  4. Kärleken är intet (1928)
  5. Dina läppar äro som skogar efter regn (1926)
  6. Dina ögon äro så bara (1924)
  7. För mig på stigar (1926)
  8. Under stjärnorna (1923)
- 1927 Som ett blommande mandelträd, voor zangstem en piano – tekst: Pär Lagerkvist
- 1934 Tre sånger ur Stormen, voor zangstem en orkest – tekst: William Shakespeare, vertaling: Hjalmar Gullberg
  1. Ariels sång nr 1 "Kom på denna gula sand"
  2. Ariels sång nr 2 "Samlas honung är jag bi"
  3. Junos och Ceres sång "Ära, guld till deras fromma"
- 1942 Kom min älskade kom, voor zangstem en piano
- 1942 Sånger vid havet, voor zangstem en piano
  1. Ute i skären – tekst: Ebba Lindqvist
  2. Nocturne – tekst: Edith Södergran
  3. Havets visa – tekst: Hjalmar Gullberg
  4. Jag har ett hem vid havet – tekst: Ragnar Jändel
  5. Jag väntar mån – tekst: Hjalmar Gullberg
- 1942 Tre kärleksvisor, voor zangstem en orkest – tekst: Pär Lagerkvist
  1. Kärlekens visa
- 1945 En frivillig, voor zangstem en piano – tekst: Marika Stiernstedt
- 1947 Det enda uit "Sinfonia del mare", voor zangstem en piano – tekst: Ebba Lindqvist
- 1949 Brunnen, voor zangstem en piano – tekst: Jarl Hemmer
- 1950 Själ och landskap, voor zangstem en piano – tekst: Ebba Lindqvist
  1. Vitt land
  2. Önskan
  3. Bara hos den...
- 1950 Lyssna hjärta, voor sopraan, alt, dwarsfluit, slagwerk en piano
- 1951 To viser : Mon – mon ikke? ; Mimis vise, voor zangstem en piano – tekst: Mogens Lorentzen
- 1960 I ljusningen : Tre vår- och sommardikter, voor zangstem en piano – tekst: Harry Martinson
  1. I ljusningen
  2. Före åskstormen
  3. Midsommardrömmen
- 1964 Sommarmusik, voor sopraan en kamerorkest – tekst: Einar Malm
- Andakt, voor zangstem en piano – tekst: Jeanna Oterdahl
- Bön : Tala, älskade tala, voor zangstem en piano – tekst: Anders Österling
- Du bleka pappersmåne, voor zangstem en orkest – tekst: Thora Dardel
- Gubben och gumman skulle mota vall, voor zangstem en piano
- På reveln : Tre sånger, voor zangstem en piano
  1. På reveln – tekst: Anders Österling
  2. Otrolig dag – tekst: Einar Malm
  3. Havet sjunger – tekst: Ebba Lindqvist
- Psalm, voor zangstem en piano
- Vårnatt, voor zangstem en piano – tekst: Mogens Lorentzen

### Kamermuziek
- 1920 Valse marine, op. 12
- 1927 Rondo capriccioso, voor viool en piano
- 1956 Strijkkwartet nr. 1
- 1961 Strijkkwartet nr. 2
- Vals, voor 2 violen, cello en piano

### Werken voor piano
- 1923-1924 Regrets : Six pièces
- 1958 Prélude pastoral

## Publicaties
- Allt jag minns är lust och ljus (All I remember is pleasure and light), memoires van de componist

### Over Gösta Nystroem

#### Artikelen
- Lennart Hall: Gösta Nystroem, Strakkvartett, in: Nutida Musik. 25 (1981/82) H. 4, S. 24-27.
- Göran Bergendal: 33 svenska komponister, Stockholm: Lindblads, 1972
- Peter Louis Kai Christensen: The orchestral Works of Göstra Nystroem, Washington. 1961. dissertation
- Lennart Reimers: Sex decennier med Gösta Nystroem, in: Musikrevy. 15 (1960), S. 141-144.
- Alf Thoor: Gösta Nystroem, ein Symphoniker, in: Musikrevy. 14 (1959), Nr. 3 extra, S. 42-45.
- Gereon Brodin: Gösta Nystroem, svensk tonsättare med personlighet, in: Olympia. 1 (1950), H. 1, S. 68-69.
- Moses Pergament: Gösta Nystroem : en snabbskiss, in: Röster i radio, no, nr. . 41., 1945
- Moses Pergament: Gösta Nystroems verk, in: Svenska Dagbladet, 16 Aug 1941
- Leonid Sabanejev: Gösta Nystrom, a new Swedish composer, in: Musical Times, vol. 69, 1928, p. 1084-1085

### Enkele algemene naslagwerken
- Jozef Robijns, Miep Zijlstra: Algemene muziek encyclopedie, Haarlem: De Haan, 1979-1984, ISBN 978-90-228-4930-9
- Franco Rossi, Michele Girardi: Il teatro la Fenici : chronologia degli spettacoli 1938-1991, Venezia: Albrizzi Editore, 1992, 650 p., ISBN 88-317-5509-9
- Swedish choral music, a selective catalogue, Stockholm: Svensk Musik, 1988, 60 p.
- Stig Jacobsson, Hans-Gunnar Peterson: Swedish composers of the 20th century, Stockholm: Swedish Music Information Center, 1988. 205 p., ISBN 91-854-7047-3
- Stig Jacobsson: Svenska Tonsättare Diskografi, Stockholm: Rikskonserter, 1985, 266 p.
- Karleric Liliedahl: Svenska akustiska grammofoninspelningar 1903-1928, Stockholm: Arkivet for ljud och bild, 1987, 789 p.,
- Sven G. Winquist: Musik i svenska ljudfilmer 1950-1959, Stockholm: Svensk Musik, 1985, 194 p., ISBN 978-91-854-7023-5
- Dan Fog: Musikhandel og Nodetryk i Danmark efter 1750 : I Musikhandel 1750-1854, Copenhagen: Dan Fog Musikförlag, 1984, 507 p., ISBN 8-787099-26-8
- Anders Edling: Franskt i svensk musik 1880-1920 – stilpåverkan hos parisstuderande tonsättare och särskilt hos Emil Sjögren : Avec un resume en français, Uppsala: Almqvist & Wiksell International, 1982, 337 p. ISBN 91-554-1251-3
- Thomas Boltenstern: Musiklexikon: Svensk 1900-talsmusik från opera till pop; 2000 biografier; termer, instrument, ensembler, repertoar, Stockholm: Natur Och Kultur, 1978, 362 p., ISBN 978-9-127-28188-2
- Herbert Connor: Svensk musik : 2. Från Midsommarvaka till Aniara, Stockholm: Bonniers, 1977, 528 p., ISBN 91-0-041778-5
- John H. Yoell: The nordic sound : explorations into the music of Denmark, Norway, Sweden, Boston: Crescendo Publishing Co., [1974], viii, 264 p.
- Claes M. Cnattingius: Contemporary Swedish music, Stockholm: Swedish Institute, 1973